# Sora (Chile)
Sora (del aimara: sura sura ‘bosque de sura, tipo de pasto’) es una localidad ubicada en la comuna de Arica, Provincia de Arica, al extremo norte de la Región de Arica y Parinacota.
Localidad casi despoblada que se encuentra en la ribera sur del río Lluta, al nororiente de la localidad de Molinos. Es el último caserío enclavado en la continuación del valle de Lluta desde Poconchile al oriente.

## Demografía
| Coordenadas                                  | Localidad | Categoría | Población (censo 2002) | Población masculina | Población femenina | Viviendas (censo 2002) |
| -------------------------------------------- | --------- | --------- | ---------------------- | ------------------- | ------------------ | ---------------------- |
| 18°19′34″S 69°49′28″O / -18.32611, -69.82444 | Sora      | Caserío   | 4                      | 2                   | 2                  | 8                      |